# Monts Jarbidge
Les monts Jarbridge sont une des rares montagnes du Nevada à avoir la forme d'un massif plutôt que d'une chaîne. Le massif est entrecoupé de failles.

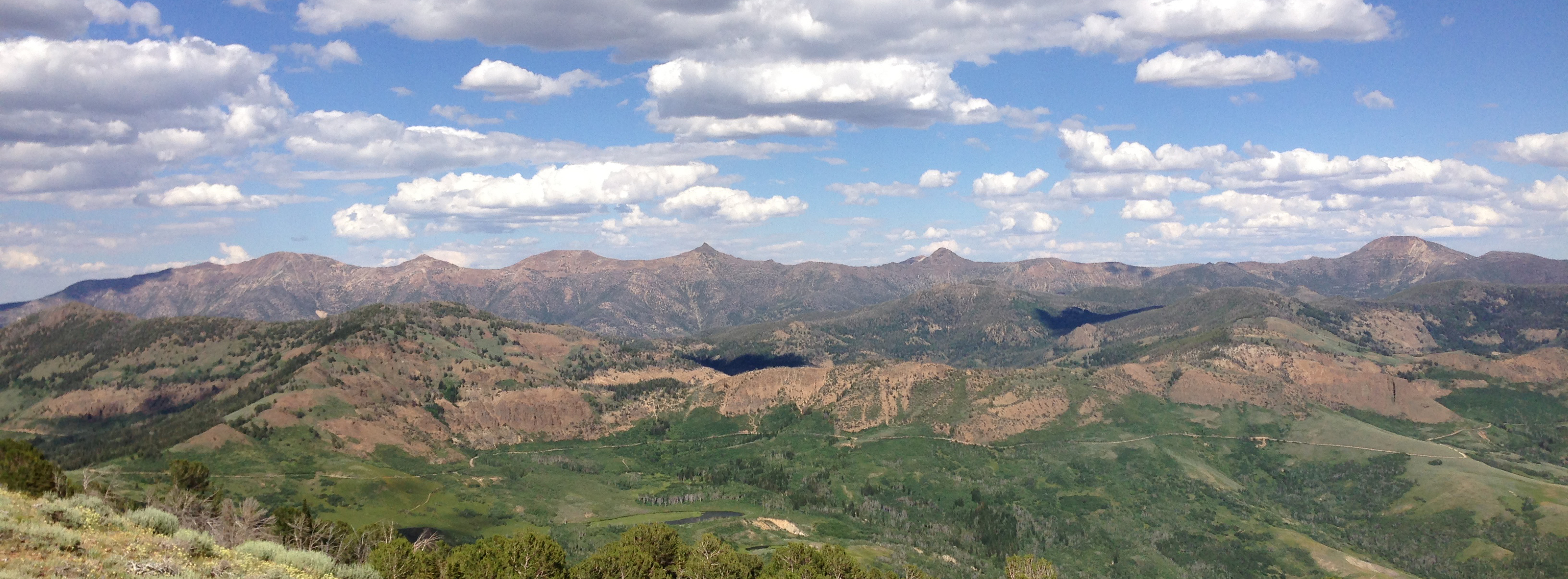
Vue de la partie centrale des monts Jarbidge depuis Copper Mountain.